# Ángel López del Álamo
Ángel López del Álamo (* Colmenar Viejo, 24 de julio de 1949). Fue un ciclista  español, profesional entre 1976 y 1980, cuyo mayor éxito deportivo lo logró en   la Vuelta a España donde conseguiría una victoria de etapa en la edición de 1979 en Peña Cabarga.

## Palmarés
| 1977 - 3º en la Vuelta a Navarra 1979 - 1 etapa en la Vuelta a España - Trofeo del Sprint |

## Equipos
- Super Ser (1976)
- Eldina (1977)
- Novostil-Helios (1978)
- CR Colchón-Atun Tam (1979)
- Reynolds (1980)